# Abknickende Vorfahrt

1002-10
Verlauf der Vorfahrtstraße an Kreuzungen von unten nach links

Eine abknickende Vorfahrt ist ein Verkehrszeichen, das an Kreuzungen oder Einmündungen zusätzlich zu einem vorfahrtgewährenden Zeichen die Streckenführung der Vorfahrtstraße anzeigt. Das Zusatzzeichen zeigt einen drei- oder vier-armigen Knotenpunkt, bei dem zwei der zusammentreffenden Straßen entsprechend der Hauptverkehrsrichtung zu einem bevorrechtigten Straßenzug zusammengefasst werden. Entgegen der räumlichen Gestaltung des Knotenpunktes verläuft die Vorfahrtsstraße in Fahrtrichtung nicht geradeaus, sondern räumt dem links bzw. rechts abbiegenden Verkehr Vorfahrt ein.
Wer der Vorfahrtsstraße folgt, ändert dabei seine Fahrtrichtung. Fahrzeuge müssen den Richtungswechsel kenntlich machen. Fahrzeuge, die geradeaus fahren und dabei die Vorfahrtsstraße jeweils verlassen oder auffahren, müssen keinen Richtungswechsel kenntlich machen. Im Kfz wird der Richtungswechsel mit den Fahrtrichtungsanzeigern („Blinker“), auf dem Fahrrad mit Handzeichen angekündigt.
Grundsätzlich wird die Vorfahrtsregelung in Deutschland in der Straßenverkehrs-Ordnung nach § 8 StVO geregelt. Beschildert wird der Knotenpunkt wie folgt: Die abknickende Vorfahrt wird zunächst räumlich an allen Armen des Knotenpunktes mit den Verkehrszeichen 1002-xx (Verlauf der Vorfahrtsstraße) dargestellt. Auf dem Straßenzug, dem die Vorfahrt zugesprochen wird, wird das Zeichen 306  (Vorfahrtsstraße) eingesetzt, auf vorfahrtgebenden Straßen wird das Zeichen 205  (Vorfahrt gewähren) eingesetzt.
Seit 1995 ist das Zusatzzeichen im Wiener Übereinkommen über Straßenverkehrszeichen verankert.

Reihenfolge der Vorfahrt. Man beachte, dass ein von 2 kommender Linksabbieger Vorfahrt vor dem Gegenverkehr (4) hat.

Für die Reihenfolge der Vorfahrt ist – vorausgesetzt, Fahrwege schneiden sich – nur entscheidend, woher das Fahrzeug kommt:
- Fahrzeuge von vorfahrtberechtigten Zufahrten haben Vorfahrt gegenüber den Nebenstraßen.
- Zwischen Fahrzeugen von untergeordneten Seiten gilt rechts vor links.
- Zwischen Fahrzeugen von vorfahrtberechtigten Seiten gilt §9 Abs. 3 StVO mit der Fiktion einer geraden vorfahrtberechtigten Straße[6], was zum Schluss auch hier der Regel „rechts vor links“ entspricht.

Abknickende Vorfahrten gelten als unfallauffällig und sollten vermieden werden. Besser geeignet für abbiegende Hauptströme sind explizite Kurvenführungen, Kreisverkehre und ggf. Lichtsignalanlagen.